# Der Rebell von Mexiko
Der Rebell von Mexiko ist ein US-amerikanischer Western aus dem Jahr 1950 von Lewis R. Foster mit John Payne und Rhonda Fleming in den Hauptrollen. Der Film wurde von Pine-Thomas Productions produziert.

## Handlung
Während des Amerikanischen Bürgerkrieges soll Captain Todd Croyden von den Texas Rangers den Nordstaatenspion Whitney Randolph heimlich aus einem Kriegsgefangenenlager zu Gouverneur Lubbock bringen. Lubbock teilt den beiden mit, dass Frankreich eine Invasion Mexikos plane. General Benito Juárez hat im Kampf gegen die Franzosen große Probleme, da Teile seines von den Amerikanern gelieferten Nachschubes in Corales gestohlen wurde. Von einem nach Corales geschickten Spion wurde nichts mehr gehört. Croyden soll Randolph nach Corales bringen, damit der dort herausfinden kann, wer den Nachschub an Munition gestohlen hat.
Auf ihrer Reise verliert Croyden bei einem Kartenspiel sein Pferd, seinen Gürtel und seine Mundharmonika an Randolph. Die Männer überqueren den Rio Grande und treffen auf Madeline Danzeeger, die mit ihrem Pferdewagen steckengeblieben ist. Croyden und Randolph befreien den mit schweren Kisten beladenen Wagen.
In Corales suchen sie ihren Kontaktmann, den Schuhmacher Roberto, auf, der ihnen sagt, dass der vor ihnen geschickte Spion brutal ermordet wurde. Außerdem habe Basil Danzeeger, ein unehrenhaft aus der Armee entlassener deutscher Offizier, im Auftrag von Juárez eine Privatarmee gebildet, die von General Liguras kommandiert wird. Roberto führt die Männer zum Grab des ermordeten Spion und teilt ihnen mit, er glaube, dass Liguras von Danzeeger betrogen wird und nicht für Juárez arbeitet.
Croyden, der glaubt, Madeline sei die Tochter von Basil Danzeeger, lässt sich auf deren Ranch einstellen. Dem Vormann Red Hyatt kommt Croyden bekannt vor. Croyden versucht unauffällig zu bleiben, wird jedoch von Madeline gewarnt, nicht das gleiche Schicksal wir der Spion zu erleiden. Croyden hat sich in Madeline verliebt, sie küssen sich. Roberto teilt ihm mit, dass Randolph, der sich in das Lager der Privatarmee zu Liguras begeben hat, vermisst wird.
In der Nacht bricht Croyden in Danzeegers Lager ein. Er findet Pulver, französische Gewehre und die gestohlene Munition. Er wird von Hyatt, der sich nun an ihn als einen Texas Ranger erinnert, ertappt. Croyden schlägt Hyatt bewusstlos und kann mit Madelines Hilfe entkommen, die von ihm verlangt, nicht mehr zurückzukommen. Croyden sucht Liguras auf und findet fort Randolph lebendig und wohlauf vor. Er erklärt Liguras, dass dieser von Danzeeger betrogen wird. Liguras verlangt Beweise für die Behauptungen.
Croyden und Randolph eilen zu Danzeegers Ranch und setzen das Lager in Brand. So sind Danzeegers Männer abgelenkt, und Croyden findet einen schriftlichen Auftrag der französischen Armee an Danzeeger. Croyden will Madeline dazu bringen, ihren Vater zu verlassen und mit ihm zu kommen. Doch Madeline bedroht ihn mit einem Gewehr und erklärt, sie sei nicht Danzeegers Tochter, sondern seine Frau. Sie liefert ihn an ihren Mann aus gegen das Versprechen, dass ihm nichts getan wird. Doch Danzeeger befiehlt Hyatt, ihn von zwei Pferden zu Tode schleifen zu lassen.
Randolph reitet den Pferden hinterher und kann Croyden losschneiden. Dabei fällt er von seinem Pferd und stürzt einen Abhang hinab. Croyden findet Randolph schwer verletzt. Er bekommt von ihm dessen Gewehr um den Kampf fortzusetzen, Randolph behält seine Pistole, um sich selber den Gnadenschuss zu geben. Zurück bei der Ranch wird Croyden von Liguras erwartet. Madeline realisiert, dass ihr Mann sein Versprechen gebrochen hat und gesteht ihre Zusammenarbeit mit der französischen Armee. Danzeeger schießt auf Madeline und entkommt.
Nachdem Madelines Wunde versorgt wird, machen sich Croyden und Liguras an die Verfolgung. Danzeegers Spuren führen sie zu einem Hügel. Liguras stürmt hinauf, es kommt zu einem Kampf, bei dem sowohl Danzeeger als auch Liguras sterben. Am nächsten Morgen kehrt Croyden zur Ranch und zu Madeline zurück.

## Produktion
Gedreht wurde der Film vom 4. August bis zum 14. September 1949 in Sedona, Arizona sowie in den Paramount-Studios in Hollywood. Paramount Pictures war für den Verleih zuständig.

## Stab und Besetzung
Travis Banton schuf die Kostüme von Rhonda Fleming.

## Synchronisation
Die deutsche Synchronfassung wurde von der Berliner Synchron GmbH Wenzel Lüdecke in Berlin erstellt.
| Rolle              | Schauspieler    | Deutscher Synchronsprecher |
| ------------------ | --------------- | -------------------------- |
| Cpt. Todd Croyden  | John Payne      | Heinz Engelmann            |
| Madeline Danzeeger | Rhonda Fleming  | Gisela Trowe               |
| Whitney Randolph   | Dennis O’Keefe  | Peter Petersz              |
| Gen. Liguras       | Thomas Gomez    | Eduard Wandrey             |
| Basil Danzeeger    | Fred Clark      | Curt Ackermann             |
| Red Hyatt          | Frank Faylen    | Alfred Balthoff            |
| Roberto            | Eduardo Noriega | Friedrich Joloff           |
| Gouv. Lubbock      | Grandon Rhodes  | Martin Held                |

## Veröffentlichung
Die Premiere des Films fand am 30. Mai 1950 statt. In der Bundesrepublik Deutschland kam er am 28. Oktober 1955 in die Kinos, in Österreich im Januar 1956.

## Kritiken
Das Lexikon des internationalen Films schrieb: „Routiniert gemachter Abenteuerfilm über historische Ereignisse des Jahres 1863.“
Die Filmzeitschrift Cinema nannte das Werk „Passable Kostümaction.“
Bosley Crowther von der The New York Times sah eine routinierte Abenteuer-Romanze. Man könne den Verdacht hegen, die Produzenten seien weniger an der Historie interessiert, als in einer gewohnt actionhaltigen Romanze.
Der TV Guide lobte die reichhaltige Action und die fabelhafte Kameraführung.